# 27917 Edoardo
27917 Edoardo è un asteroide della fascia principale. Scoperto nel 1996, presenta un'orbita caratterizzata da un semiasse maggiore pari a 3,1001006 UA e da un'eccentricità di 0,2308592, inclinata di 2,36877° rispetto all'eclittica.